# Honda VT750 S
Honda VT750 S – japoński motocykl typu cruiser produkowany przez firmę Honda od 2010 roku.

## Dane techniczne/Osiągi
Silnik: V2
Pojemność silnika: 745 cm³
Moc maksymalna: 44 KM/5500 obr./min
Maksymalny moment obrotowy: 62 Nm/3250 obr./min
Prędkość maksymalna: 153km/h
Przyspieszenie 0–100 km/h: brak danych